# ID Maison
ID Maison était une émission de télévision québécoise sous forme de magazine de rénovation, de décoration, d'horticulture et de technologie domestique, diffusé du 14 octobre 2000 au 11 octobre 2003 sur le réseau TVA.
Le magazine donnait au téléspectateur des trucs et conseils pour faciliter et agrémenter les activités liées à l'amélioration des résidences.

## Description
Le magazine était animé par Yves Mondoux et Pascale Tremblay accompagné de collaborateurs distincts pour la rénovation, la décoration, l'horticulture et la technologie domestique. Le magazine s'intéressait autant à la rénovation qu'à l'aménagement paysager.
Une partie de l'émission était consacrée à la transformation d'un bungalow afin de le mettre au goût du jour.
Le magazine traitait également d'horticulture et d'aménagement extérieur, en plus de design intérieur, de décoration, de domotique et des nouveautés sur le marché, le tout en donnant aussi des trucs et conseils.